# Werneckia
Werneckia ist eine in Afrika vorkommende Gattung der Tierläuse, deren Vertreter als Ektoparasiten Hörnchen, vor allem Rotschenkelhörnchen und Afrikanische Buschhörnchen, befallen. Der US-amerikanische Entomologe Gordon Floyd Ferris benannte die Gattung nach dem portugiesischen Parasitologen Fabio Werneck, der einige Monate bei ihm an der Stanford University tätig war und zahlreiche neue Enderleinellidae beschrieb. Typspezies ist Werneckia minuta.

## Merkmale
Die paarigen Sklerotisierungen am zweiten Abdominalsegment wie bei den Schwestergattungen Enderleinellus und  Phthirunculus sind bei Werneckia nicht ausgebildet. In Abgrenzung zur Gattung Microphthirus, denen diese ebenfalls fehlen, sind die Paratergalplatten (Sklerotisierungen seitlich der Tergiten) nicht durch Sklerotisierungen mit den Sterniten verbunden.

## Arten
Zur Gattung gehören fünf Arten:
- Werneckia africana, Wirt Gebändertes Rotschenkelhörnchen
- Werneckia funisciuri, Wirt Carruthers-Rotschenkelhörnchen
- Werneckia minuta, Wirte Rotbauchiges Buschhörnchen, Rotfüßiges Sonnenhörnchen, Ockerfarbiges Buschhörnchen
- Werneckia nigeriensis, Wirt Lady-Burton-Rotschenkelhörnchen
- Werneckia paraxeri, Wirt Rotbauchiges Buschhörnchen